# In the Lonely Hour
Albums de Sam Smith
Nirvana
(2013) The Thrill of It All
(2017)
Singles
1. Lay Me Down
Sortie : 15 février 2013
2. Money on My Mind
Sortie : 16 février 2014
3. Stay with Me
Sortie : 14 avril 2014
4. I'm Not the Only One
Sortie : 31 août 2014
5. Like I Can
Sortie : 7 décembre 2014

In the Lonely Hour est le premier album studio du chanteur anglais Sam Smith. Il est sorti le 26 mai 2014 au Royaume-Uni.
Il a battu le record du nombre de semaines passées dans le top 10 du UK Albums Chart pour un premier album, détenu précédemment par Our Version of Events d'Emeli Sandé. Il totalise 76 semaines (dont 69 consécutives) dans les dix premiers.

## Liste des titres
| No  | Titre                                  | Auteur | Durée |
| --- | -------------------------------------- | --- | ----- |
| 1.  | Money on My Mind                       | Ben Ash, Sam Smith | 3:13  |
| 2.  | Good Thing                             | Sam Smith, Francis "Eg" White                                                                                            | 3:21  |
| 3.  | Stay with Me                           | James Napier, William Phillips, Sam Smith                                                                                | 2:52  |
| 4.  | Leave Your Lover                       | Simon Aldred, Sam Smith                                                                                                  | 3:08  |
| 5.  | I'm Not the Only One                   | James Napier, Sam Smith                                                                                                  | 3:59  |
| 6.  | I've Told You Now                      | Sam Smith, Francis "Eg" White                                                                                            | 3:30  |
| 7.  | Like I Can                             | Matt Prime, Sam Smith | 2:47  |
| 8.  | Life Support                           | Ben Ash, Sam Smith | 2:53  |
| 9.  | Not in That Way                        | Fraser T. Smith, Sam Smith                                                                                               | 2:52  |
| 10. | Lay Me Down                            | James Napier, Elvin Smith, Sam Smith                                                                                     | 4:13  |
| 11. | Restart                                | Zane Lowe, Sam Smith | 3:52  |
| 12. | Latch (acoustique)                     | Guy Lawrence, Howard Lawrence, James Napier, Sam Smith                                                                   | 3:43  |
| 13. | La La La (Naughty Boy feat. Sam Smith) | Jonnie Coffer, Al-Hakam El Kaubaisy, Shahid Khan, Frobisher Mbabazi, James Murray, James Napier, Mustafa Omer, Sam Smith | 3:39  |
| 14. | Make It To Me                          | Howard Lawrence, James Napier, Sam Smith                                                                                 | 2:43  |

## Récompenses
Lors de la 57e cérémonie des Grammy Awards, il obtient une nomination pour l'album de l'année et remporte le trophée de l'album pop vocal de l'année.

## Classements hebdomadaires
| Classement (2014-2015)             | Meilleure place |
| ---------------------------------- | --------------- |
| Allemagne (Media Control AG)       | 17              |
| Australie (ARIA)                   | 1               |
| Autriche (Ö3 Austria Top 40)       | 15              |
| Belgique (Flandre Ultratop)        | 5               |
| Belgique (Wallonie Ultratop)       | 9               |
| Canada (Canadian Albums Chart)     | 2               |
| Danemark (Tracklisten)             | 2               |
| Écosse (OCC)                       | 1               |
| Espagne (Promusicae)               | 12              |
| États-Unis (Billboard 200)         | 2               |
| Finlande (Suomen virallinen lista) | 13              |
| France (SNEP)                      | 9               |
| Irlande (IRMA)                     | 1               |
| Italie (FIMI)                      | 20              |
| Norvège (VG-lista)                 | 2               |
| Nouvelle-Zélande (RIANZ)           | 1               |
| Pays-Bas (Mega Album Top 100)      | 3               |
| Portugal (AFP)                     | 12              |
| Royaume-Uni (UK Albums Chart)      | 1               |
| Suède (Sverigetopplistan)          | 1               |
| Suisse (Schweizer Hitparade)       | 3               |